# Danilo Doneda
Danilo Cesar Maganhoto Doneda (Curitiba, 17 de julho de 1970 – Curitiba, 4 de dezembro de 2022) foi um jurista brasileiro especialista em privacidade e proteção de dados.  Danilo Doneda é autor do livro “Da privacidade à proteção de dados”  e colaborou para a criação da Lei Geral de Proteção de Dados (LGPD) no Brasil.
Foi o primeiro brasileiro a ser nomeado board diretor da International Association of Privacy Professionals (IAPP).  Foi membro do conselho da Agência Nacional de Proteção de Dados (ANPD) e membro indicado pela Câmara dos Deputados para o Conselho Nacional de Proteção de Dados e Privacidade.
Danilo Doneda participou das discussões sobre o Marco Civil da Internet  e fazia parte da Comissão de Juristas responsável por estabelecer princípios, regras, diretrizes e fundamentos para regular o desenvolvimento e a aplicação da inteligência artificial no Brasil (CJSUBIA).
Após a sua morte, a ANPD criou o Prêmio de Monografias Danilo Doneda.O curso de Proteção de Dados do Consumidor da Secretaria Nacional do Consumidor, do Ministério da Justiça e Segurança Pública, fo dedicado ao professor Danilo Doneda.